# Alopecosa latifasciata
Alopecosa latifasciata är en spindelart som först beskrevs av Kroneberg 1875.  Alopecosa latifasciata ingår i släktet Alopecosa och familjen vargspindlar. Inga underarter finns listade i Catalogue of Life.